# Harpagophytum procumbens

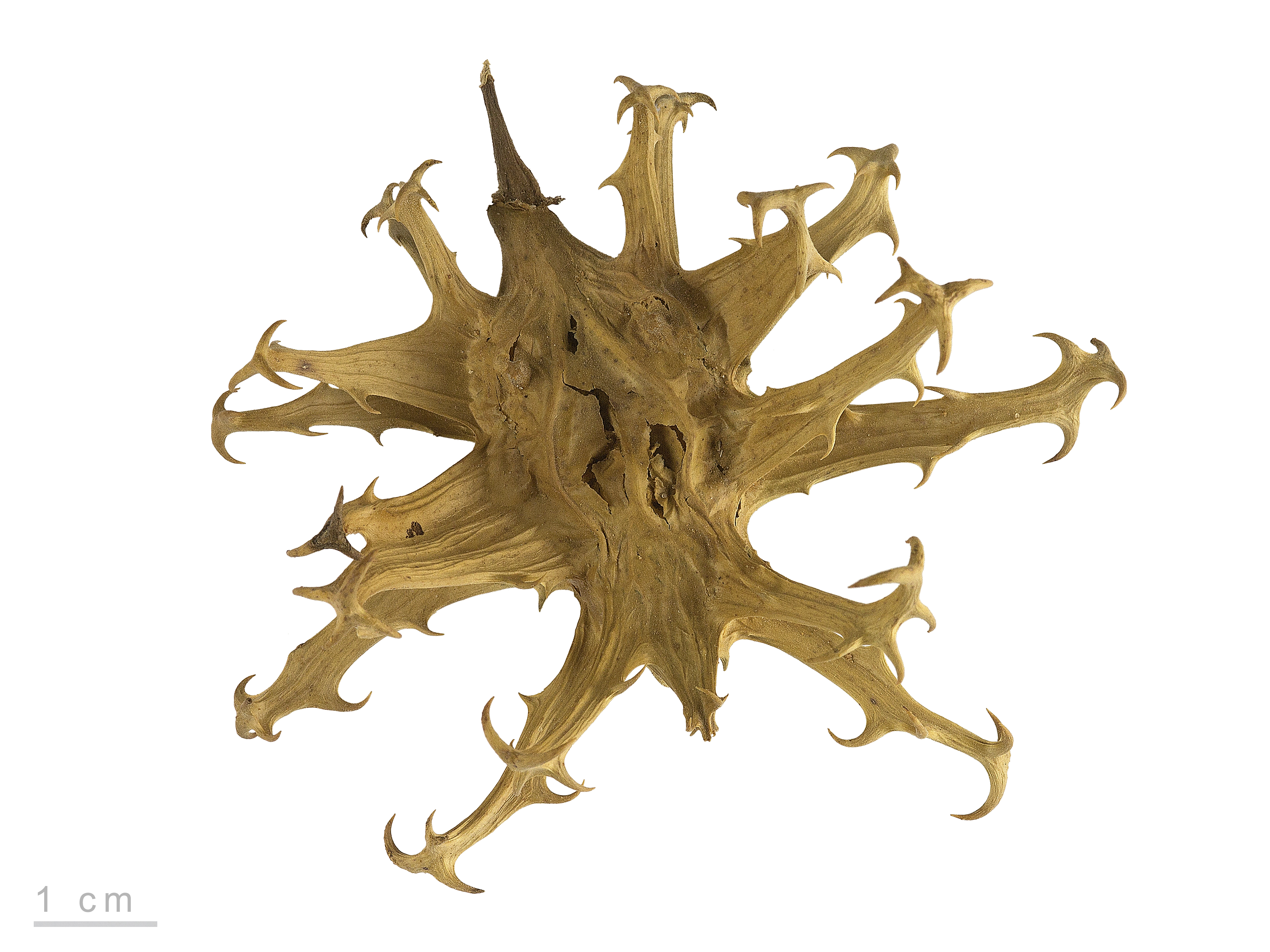
Harpagophytum procumbens

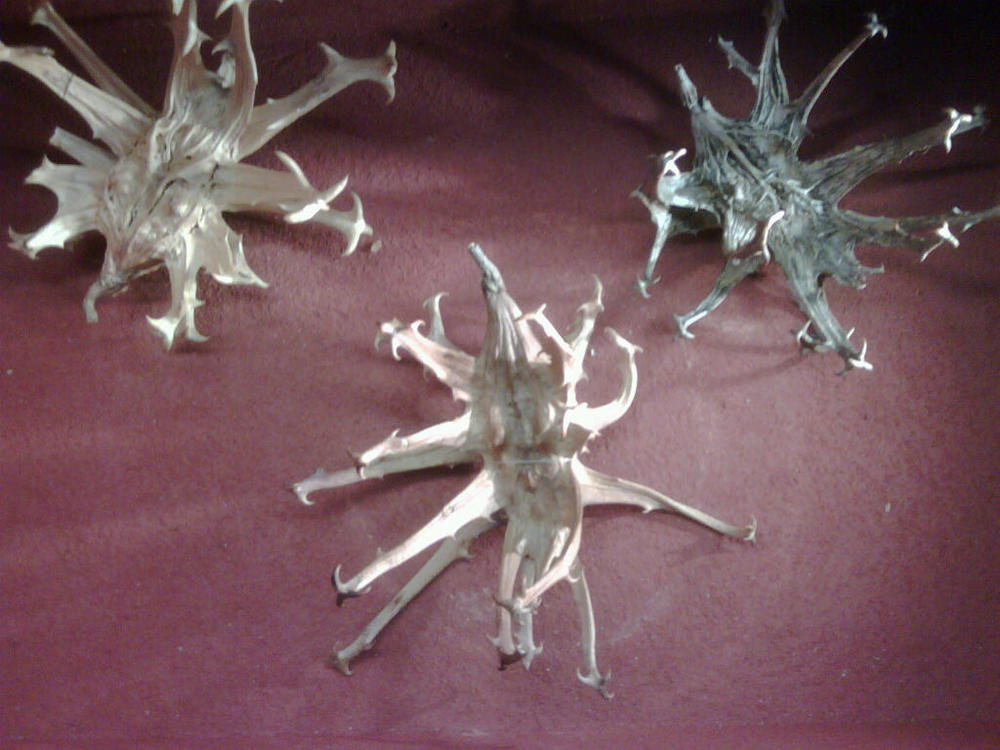
Artiglio del diavolo essiccato

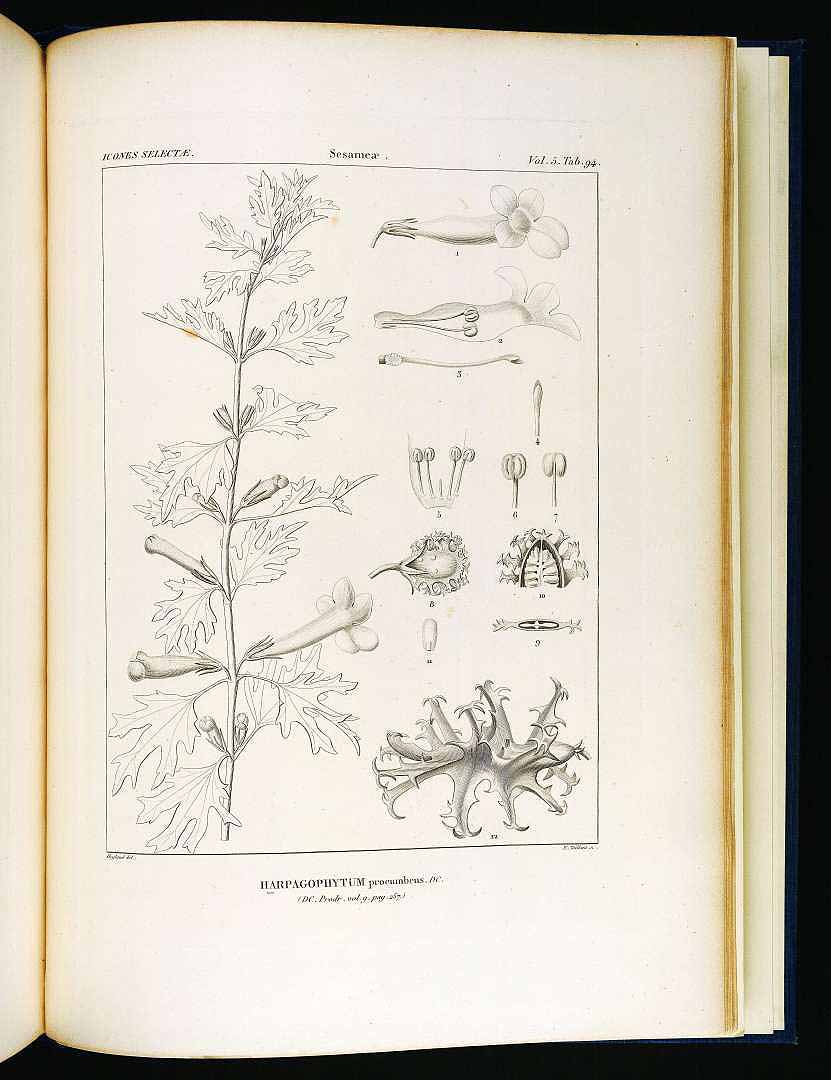
Artiglio del diavolo in Icones selectae plantarum, vol. 5 del 1846

L'artiglio del diavolo (Harpagophytum procumbens (Burch.) DC. ex Meisn., 1840) è una pianta erbacea perenne della famiglia delle Pedaliaceae, presente nell'Africa meridionale, nelle aree di savana e del deserto Kalahari. È ampiamente usato nella medicina tradizionale africana.

## Descrizione
I fiori sono rosso-violetto. I frutti presentano un corredo di uncini che hanno valso alla pianta il suo nome popolare: gli animali e in particolare i roditori possono rimanere impigliati nelle radici e morire di fame  anche se ad essere usate sono le radici secondarie, organi di deposito del diametro di 6–20 cm e che possono raggiungere il peso di 600 grammi.

## Usi terapeutici
L'efficacia anti-reumatica, anti-infiammatoria e analgesica degli arpagosidi (principi attivi della radice) è paragonabile a quella degli antinfiammatori di sintesi. Le radici contengono inoltre glucosidi, iridoidi, triterpeni e polifenoli. È coadiuvante per artriti, periartriti, fibromiositi, reumatismo infiammatorio, tendiniti, contusioni, dolori di schiena, sciatica, e simili. Molto efficace contro torcicollo e altre infiammazioni muscolari, febbre, dispepsia, dolori del parto e aritmia. Ha proprietà diuretiche, stimola le funzioni di fegato e cistifellea, riduce gli zuccheri nel sangue e viene anche usato come miorilassante.
La radice dell'artiglio del diavolo, di cui si usa l'estratto secco, favorisce anche l'eliminazione dell'acido urico e a questo titolo è efficace nel trattamento della gotta, specie se associato a preparati di frassino, che hanno una componente antinfiammatoria. È indicato per ridurre la presenza di cortisonici utilizzati per i reumatismi.
Si consiglia la somministrazione sotto controllo medico per un periodo minimo di una settimana e massimo di due mesi. L'artiglio del diavolo è normalmente reperibile in farmacia e in erboristeria. Si trova sotto forma di:
- estratto secco in scaglie per decotti o infusi.
- tintura madre, da assumere in gocce per via orale; al pari di decotti e infusi è amara e può essere sgradevole, si può quindi assumerli con un dolcificante naturale come miele, succo di agave, ecc.
- estratto secco in capsule o pastiglie.
- creme o unguenti per applicazione esterna sulla parte dolorante.

### Controindicazioni
L’artiglio del diavolo ha una scarsa tossicità e gli effetti collaterali sono limitati ma va utilizzato con attenzione. Aumenta la secrezione gastrica e può causare problemi gastrointestinali ed eruzioni cutanee, sarebbe quindi da evitare in presenza di gastrite, ulcera peptica e nel caso si assumano farmaci anti-infiammatori non steroidei. È controindicato anche se si assumono farmaci contro ipotensione, ipoglicemia, aritmia e soprattutto non va associato ad anticoagulanti come il warfarin, antiinfiammatori di sintesi e cortisonici. Viene sconsigliato durante la gravidanza e l'allattamento, nel periodo post operatorio, ai diabetici, agli ipertesi, a chi soffre di patologia cardiache o epatiche e in caso di allergie o ipersensibilità verso uno o più componenti.

### Storia
Alle popolazioni africane i suoi effetti sono noti da secoli; le sue radici erano utilizzate da boscimani, ottentotti e bantu per curare le ferite e lenire i dolori articolari. Gli venivano inoltre attribuite proprietà digestive e terapeutiche per problemi gastrointestinali. In Europa queste qualità iniziarono a essere studiate solo nei primi del Novecento; fu dapprima usato come amaro tonico nei casi di indigestione e solo successivamente furono confermate le sue proprietà antinfiammatorie e analgesiche.